# Tilo Nest

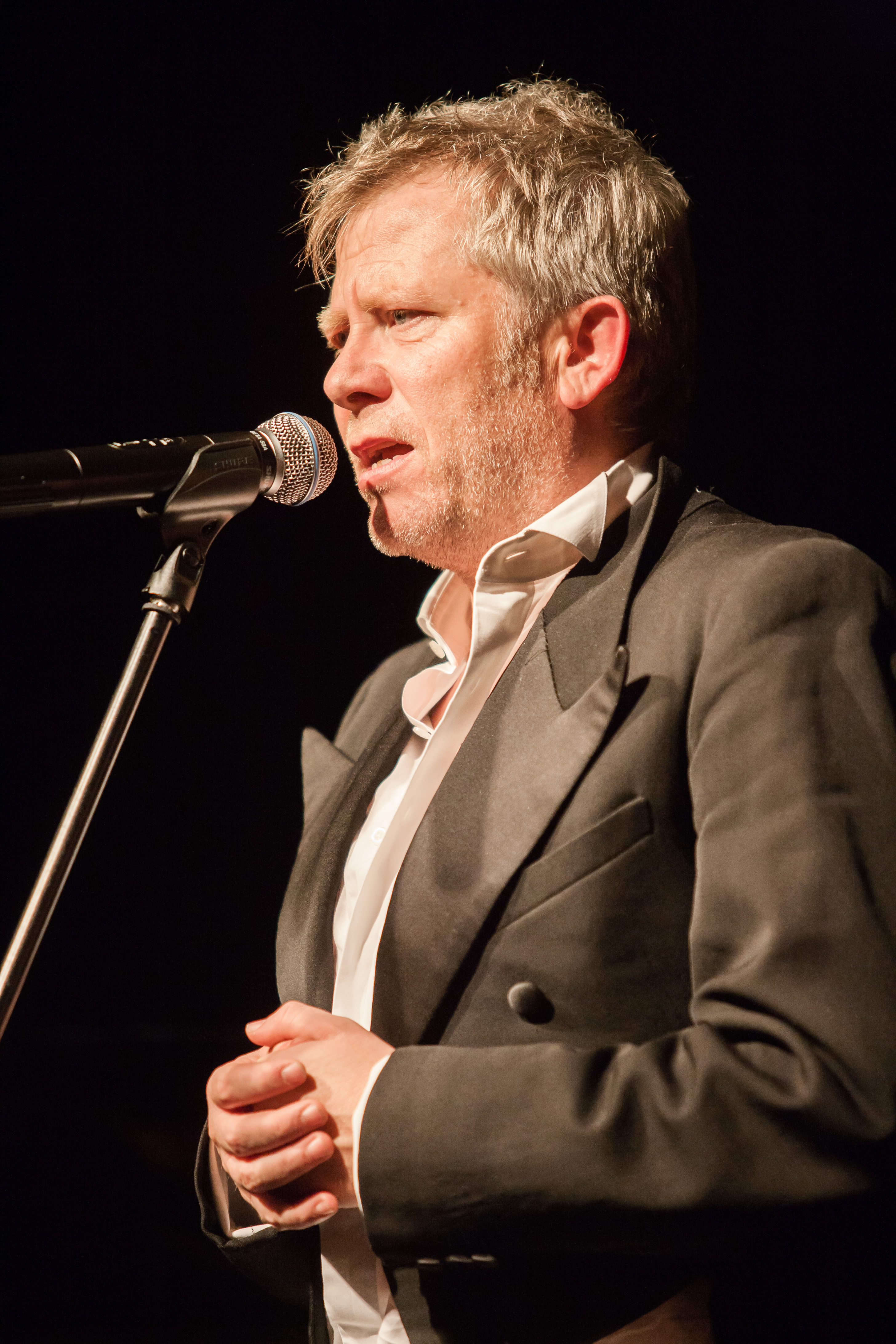
Tilo Nest

Tilo Nest (* 1960 in Bad Homburg vor der Höhe) ist ein deutscher Schauspieler, Theaterregisseur und Sänger.

## Leben
Tilo Nest erhielt seine Schauspielausbildung am Mozarteum in Salzburg. Sein erstes Theaterengagement führte ihn 1986 ans Schauspielhaus Bochum. Dort arbeitete er unter der Intendanz von Frank-Patrick Steckel mit den Regisseuren Andrea Breth und Valentin Jeker. Er blieb Schauspieler dieses Ensembles bis 1992. Über die Theater in Essen, Köln und vor allem dem Schauspielhaus Zürich kam er 1996 ans Theater Basel, wo er bis 2001 tätig war und u. a. erstmals mit Michael Thalheimer arbeitete. Anschließend wechselte er ans Maxim Gorki Theater in Berlin. Dort arbeitete er mit Katharina Thalbach und Thomas Langhoff.
Ab 2003 ist er als freier Schauspieler tätig. Er spielte unter anderem am Deutschen Schauspielhaus Hamburg unter der Regie von Jan Bosse, in Basel unter der Regie von Lars-Ole Walburg und 2006 in Zürich unter der Regie von Karin Beier und Jürgen Gosch. Ebenfalls am Schauspielhaus Zürich folgten in den Jahren 2008 und 2009 Arbeiten mit Matthias Hartmann.
Ab dem Sommer 2009 war Tilo Nest festes Ensemblemitglied am Burgtheater in Wien. Dort spielte er u. a. den Faust, den Mauler in Die heilige Johanna der Schlachthöfe und spielte und sang den Ole in Tomas Vinterbergs Welturaufführung von Die Kommune. Im April 2012 spielte er an der Seite von Mavie Hörbiger in Simon Stephens’ Drama Wastwater. Unter Thalheimers spielte er ab Oktober 2012 den Orest in Hofmannthals Elektra. Als Gast arbeitete er im Frühsommer 2013 erneut am Schauspielhaus Zürich unter der Regie von Werner Düggelin in Jon Fosses Drama Schönes.
In der Saison 2015/16 spielt er unter der Regie von Christian von Treskow die Titelrolle in Zuckmayers Der Hauptmann von Köpenick am Düsseldorfer Schauspielhaus.
Seit der Saison 2017/2018 ist Tilo Nest festes Ensemblemitglied am Berliner Ensemble unter der neuen Intendanz von Oliver Reese. Als „Azdak“ eröffnete er ebendort unter der Regie von Michael Thalheimer mit Brechts „Kaukasischem Kreidekreis“ dessen erste Saison. In den Saisons 2018/2019, 2019/2020 und 2021/2022 Arbeiten mit Simon Stone, Antú Romero Nunes, Steff Lernous (Titelrolle in „Ubu Rex“) und erneut Michael Thalheimer. Unter der Regie von Barrie Kosky entstand mit einer Premiere im August 2021 am Berliner Ensemble eine enorm erfolgreiche Neuinszenierung von Brechts „Dreigroschenoper“ mit Tilo Nest als Bettlerkönig Jonathan Jeremiah Peachum.
2012 und 2013 führte er an den Wuppertaler Bühnen erstmals Regie: Schöne Bescherungen von Alan Ayckbourn und Nora von Henrik Ibsen. Am Staatstheater Wiesbaden brachte er im November 2014 Oscar Wildes Der ideale Ehemann und im Februar 2015 kamen unter seiner Regie Taboris Goldberg Variationen am Düsseldorfer Schauspielhaus zur Aufführung.
Im April 2016 übernahm er die Regie bei der deutschen Erstaufführung des Theaterstücks Puppenstube von Lillian Hellman am Staatstheater Wiesbaden und ebendort im Großen Haus im November 2016 im Musical Shockheaded Peter. Anfang 2017 übernahm er die Regie bei Malaga von Lukas Bärfuss am Kantonstheater Zürich und im Herbst folgte die Inszenierung einer eigenen Fassung (mit Co-Autor Hanno Friedrich) von „In 80 Tagen um die Welt“ am Staatstheater Hannover. Es folgte seine Inszenierung von David Bowies „Lazarus“ am Staatstheater Nürnberg mit einer Premiere im Februar 2019. Im September 2019 hatte er einen Riesenerfolg am Staatstheater Wiesbaden mit Daniel Kehlmanns „Tyll“ mit einer zusammen mit Hanno Friedrich erarbeiteten Bühnenfassung für das Grosse Haus (Nominierung für den Deutschen Theaterpreis „Faust“ in der Kategorie Beste Regie 2021 und Erster Preis für Beste Aufführung, Beste Regie, Beste Ausstattung beim International Bagdad Theatre Festival 2022). September 2022 "Ein Sommernachtstraum" am Staatstheater Wiesbaden. Es folgte im Januar 2023 die Inszenierung von "Clockwork Orange" am Berliner Ensemble als Zusammenarbeit mit der Hochschule Ernst Busch.
Im September 2020  die erste Operninszenierung am Staatstheater Wiesbaden: Il barbiere di Seviglia von Giachino Rossini.
Sein filmisches Debüt hatte Tilo Nest im Jahr 1993 unter der Regie von Peter Sehr in dessen Film Kaspar Hauser. Darin spielte er die Rolle des Karl von Baden. Seitdem arbeitet er regelmäßig für das Fernsehen (unter anderem mehrmals im Tatort) oder Serien wie die RTL-Serie Post Mortem. 2009 spielte er die Hauptrolle als schwuler Wirtschaftsminister Jan van Möllerbreit in der Kinofilmkomödie Unter Strom. Es folgten im Frühjahr 2012 eine Episodenhauptrolle für den Rostocker Polizeiruf 110 und im Herbst übernahm er einen Part in dem Kinofilm Eltern unter der Regie von Robert Thalheim. 2014 premierte er bei den Internationalen Hofer Filmtage in der Hauptrolle von Zoltan Pauls Amok – Hansi gehts gut. 2017 war er u. a. in der mehrfach prämierten Serie 4 Blocks als Anwalt von Schönfliess zu sehen. 2018 spielte er unter der Regie von Eva Trobisch eine der Hauptrollen im vielfach ausgezeichneten Kinofilm Alles ist gut. 2020 folgte erneut eine Beteiligung im Tatort (Regie Andreas Kleinert), in „Ökozid“ (Andres Veiel) und im „Zürich-Krimi“ (Roland Suso Richter). Es folgten 2021 eine Episodenhauptrolle im „Usedom-Krimi“ und Beteiligungen in dem Fernsehfilm „Ein Schritt zum Abgrund“ und unter der Regie von Marc Rothemund und eine Rolle in dem Kinofilm Wochenendrebellen. 2023 Beteiligungen am Krimi Stralsund und dem österreichischen Kinofilm Pfau unter der Regie von Bernhard Wenger.
Zusätzlich tourt er europaweit mit dem Schauspieler Hanno Friedrich und dem Pianisten Alexander Paeffgen seit 1998 mit der Musikcomedy Abba jetzt! (insgesamt ca. 575 Auftritte; Stand November 2023) und gastiert mit der Band „Die halbe Miete“ und ihrer Tom-Waits-Hommage Thomas Wartet. Im März 2011 kam am Burgtheater sein Programm Tilo singt Nest mit eigenen Songs zur erstmaligen Aufführung. 2023 erste Auftritte gemeinsam mit Constanze Becker und der Fine Arts Big Band: Big Brecht!

## Filmografie (Auswahl)
- 1993: Eurocops – Drei Mädchen
- 1993: Kaspar Hauser
- 1994: Die Wache – Vollmond
- 1994: Wilder Hunger
- 1996: Tatort: Die Abrechnung
- 1997: Die verlorene Tochter
- 1997: Obsession
- 1998: Die Beischlafdiebin
- 2001: Der Clown – Lautloser Tod
- 2003: Abschnitt 40 – Wiederholungstäter
- 2003: Verirrte Eskimos
- 2004: SK Kölsch – Doppelspiel
- 2006: Ein starkes Team – Gier
- 2006: Tatort: Schwarzes Herz
- 2007: Autopiloten
- 2007–2008: Post Mortem (17 Episoden)
- 2008: Tatort: Hart an der Grenze
- 2009: Tatort: Tote Männer
- 2009: Unter Strom
- 2009: Vulkan
- 2009: Stauffenberg – Die wahre Geschichte
- 2010: Hier kommt Lola!
- 2010, 2020: SOKO Köln – Krieg im Kleingarten, Mandantengeheimnis
- 2011: Bloch – Inschallah
- 2011: Unten Mitte Kinn
- 2011: SOKO Stuttgart – Wombats Ende
- 2012: Der Dicke – Wirre Zeiten
- 2013: Polizeiruf 110 – Fischerkrieg
- 2013: Mantrailer – Spuren des Verbrechens
- 2013: Eltern
- 2014: Amok
- 2015: Wilsberg – Bittere Pillen
- 2016: Ein deutscher Winter
- seit 2017: 4 Blocks (Fernsehserie)
- 2018: Alles ist gut
- 2021: Tatort: Wo ist Mike?
- 2021: Der Usedom-Krimi: Entführt
- 2021: Der Zürich-Krimi: Borchert und die Zeit zu sterben (Fernsehreihe)
- 2022: Morden im Norden – Harte Prüfung (Fernsehserie)
- 2023: Tatort: Nichts als die Wahrheit
- 2023: Wochenendrebellen
- 2024: Pfau

## Theaterrollen (Auswahl)
- 1984: Der Frieden Regie: Udo Staff
- 1985: Götz von Berlichingen Regie: Ellen Schwiers
- 1986–1992 Schauspielhaus Bochum u. a.:
  - Der Menschenfeind Regie: Frank-Patrick Steckel
  - Gutenachtgeschgichte Regie: Thomas Thieme
  - Die Ratten
  - Geheime Freunde Regie: Inken Böhack
  - Die Gewehre der Frau Carrar Regie: Valentin Jeker
  - Die Nibelungen Regie: Frank-Patrick Steckel
- 1993–1996 Schauspielhaus Zürich u. a.:
  - Die Räuber Regie: Uwe Eric Laufenberg
  - Blick Zurück im Zorn Regie: Hans Escher
  - Drei Schwestern Regie: Dieter Giesing
- 1996–1998 theater Basel u. a.:
  - Das Leben ist ein Traum Regie: Jürgen Gosch
  - Richard III. Regie: Peter Löscher
  - Der Snob Regie: Andreas von Studnitz
- 1998–2001 Theater Basel u. a.:
  - Die lustige Witwe Regie: Herbert Wernicke
  - Die Entführung aus dem Serail Regie: Jossi Wieler
  - Ein Sommernachtstraum Regie: Stefan Bachmann
- 2001–2003 Gorki Theater u. a.:
  - Das Karussell Regie: Bernd Mottl
  - Dr. Faustus – Lights the lights Regie: Michael Simon
  - Iphigenie auf Tausis Regie: Thomas Langhoff
  - Merkels Brüder Regie: Stephan Müller
- 2003: Warten auf Godot Regie: Jan Bosse
- 2004: Drei Schwestern Regie: Jan Bosse
- 2005: Die Dreigroschenoper Regie: Lars-Ole Walburg
- 2006–2013:
  - Tartuffe Regie: Matthias Hartmann
  - Peer Gynt Regie Karin Beier
  - Der Gott des Gemetzels Regie: Jürgen Gosch
- 2009–2014 Burgtheater Wien:
  - Maria Magdalena Regie: Michael Thalheimer
  - Mutter Courage Regie: David Bösch
  - Die Fraue vom Meer Regie: Anna Bergmann
  - Elektra Regie: Michael Thalheimer
  - Wastwater Regie: Stephan Kimmig
  - Fool of the love Regie: Matthias Hartmann
  - Die Kommune Regie: Thomas Vinterberg
  - Die heilige Johanna der Schlachthöfe Regie: Michael Thalheimer
  - Das Begräbnis Regie: Thomas Vinterberg
  - Peggy Picket sieht das Angesicht Gottes Regie: Roland Schimmelpfennig
  - Faust 2 Regie: Matthias Hartmann
- 2017 Schauspielhaus Frankfurt / Ruhrfestspiele:
  - Der Abend im Talkhouse Regie: Johanna Wehner
- 2017–2022 Berliner Ensemble
  - [BLANK] Regie: Uršulė Barto
  - Draussen vor der Tür Regie: Michael Thalheimer
  - Hexenjagd Regie: Mateja Koležnik
  - Die Dreigroschenoper Regie: Barrie Kosky
  - Elektra Regie: Rieke Süsskow
  - Ubu Rex Regie: Stef Lernous
  - Glaube und Heimat Regie: Michael Thalheimer
  - Max und Moritz Regie: Antú Romero Nunes
  - Macbeth Regie: Michael Thalheimer
  - Eibe Griechische Trilogie Regie: Simon Stone
  - Ballroom Schmitz Regie: Clemens Sienknecht / Barbara Bürk
  - Kinder des Paradieses Regie: Ola Mafaalani
  - Der Kaukasische Kreidekreis Regie: Michael Thalheimer
  - Der Abend im Talkhouse Regie: Johanna Wehner
  - Prima Vista von/mit: Tilo Nest
  - Der Gott des Gemetzels Regie: Jürgen Gosch